# Emiliano Lasa
Emiliano Lasa (ur. 25 stycznia 1990 w Montevideo) – urugwajski lekkoatleta specjalizujący się w skoku w dal.
W 2009 był czwarty na mistrzostwach Ameryki Południowej w Limie. W 2010 zajął 5. miejsce podczas młodzieżowych mistrzostw Ameryki Południowej. Rok później był piąty na igrzyskach panamerykańskich. W 2012 zajął 4. miejsce na mistrzostwach ibero-amerykańskich oraz zdobył brąz młodzieżowych mistrzostw Ameryki Południowej. Srebrny medalista igrzysk Ameryki Południowej w Santiago (2014). W 2015 zdobył złoto na mistrzostwach Ameryki Południowej oraz stanął na najniższym stopniu podium igrzysk panamerykańskich w Toronto. Siódmy zawodnik halowych mistrzostw świata i złoty medalista mistrzostw ibero-amerykańskich (2016). W tym samym roku zajął 6. miejsce podczas igrzysk olimpijskich w Rio de Janeiro. W kolejnym sezonie był dziewiąty na światowym czempionacie w Londynie.
Rekordy życiowe: stadion – 8,28 (1 maja 2022, São Paulo); hala – 8,10 (20 lutego 2022, Cochabamba). Oba te rezultaty są aktualnymi rekordami Urugwaju.

## Osiągnięcia
| Rok  | Impreza                                     | Miejsce             | Lokata            | Wynik |
| ---- | ------------------------------------------- | ------------------- | ----------------- | ----- |
| 2009 | Mistrzostwa Ameryki Południowej juniorów    | São Paulo           | 4. miejsce        | 7,14  |
| 2009 | Mistrzostwa Ameryki Południowej             | Lima                | 4. miejsce        | 7,14  |
| 2010 | Młodzieżowe mistrzostwa Ameryki Południowej | Medellín            | 5. miejsce        | 7,33  |
| 2011 | Igrzyska panamerykańskie                    | Guadalajara         | 5. miejsce        | 7,73  |
| 2012 | Mistrzostwa ibero-amerykańskie              | Barquisimeto        | 4. miejsce        | 7,56  |
| 2012 | Młodzieżowe mistrzostwa Ameryki Południowej | São Paulo           | 3. miejsce        | 7,63w |
| 2013 | Mistrzostwa Ameryki Południowej             | Cartagena de Indias | 9. miejsce        | 7,21  |
| 2014 | Igrzyska Ameryki Południowej                | Santiago            | 2. miejsce        | 7,94  |
| 2014 | Mistrzostwa ibero-amerykańskie              | São Paulo           | 4. miejsce        | 7,66  |
| 2015 | Mistrzostwa Ameryki Południowej             | Lima                | 1. miejsce        | 8,09  |
| 2015 | Igrzyska panamerykańskie                    | Toronto             | 3. miejsce        | 8,17w |
| 2015 | Mistrzostwa świata                          | Pekin               | el. – 15. miejsce | 7,95  |
| 2016 | Halowe mistrzostwa świata                   | Portland            | 7. miejsce        | 7,94  |
| 2016 | Mistrzostwa ibero-amerykańskie              | Rio de Janeiro      | 1. miejsce        | 8,01  |
| 2016 | Igrzyska olimpijskie                        | Rio de Janeiro      | 6. miejsce        | 8,10  |
| 2017 | Mistrzostwa Ameryki Południowej             | Asunción            | 2. miejsce        | 7,89  |
| 2017 | Mistrzostwa świata                          | Londyn              | 9. miejsce        | 8,11  |
| 2018 | Halowe mistrzostwa świata                   | Birmingham          | 12. miejsce       | 7,72  |
| 2018 | Igrzyska Ameryki Południowej                | Cochabamba          | 1. miejsce        | 8,26  |
| 2018 | Mistrzostwa ibero-amerykańskie              | Trujillo            | 3. miejsce        | 7,79  |
| 2018 | Puchar interkontynentalny                   | Ostrawa             | 6. miejsce        | 7,73  |
| 2019 | Mistrzostwa Ameryki Południowej             | Lima                | 1. miejsce        | 7,76  |
| 2019 | Igrzyska panamerykańskie                    | Lima                | 3. miejsce        | 7,87  |
| 2019 | Mistrzostwa świata                          | Doha                | el. – 20. miejsce | 7,66  |
| 2021 | Mistrzostwa Ameryki Południowej             | Guayaquil           | 2. miejsce        | 7,94  |
| 2021 | Igrzyska olimpijskie                        | Tokio               | el. – 13. miejsce | 7,95  |
| 2022 | Halowe mistrzostwa świata                   | Belgrad             | 6. miejsce        | 7,99  |
| 2022 | Mistrzostwa świata                          | Eugene              | el. – 13. miejsce | 7,89  |
| 2023 | Mistrzostwa Ameryki Południowej             | São Paulo           | 2. miejsce        | 8,08  |
| 2023 | Mistrzostwa świata                          | Budapeszt           | el. – 24. miejsce | 7,72  |
| 2023 | Igrzyska panamerykańskie                    | Santiago            | 4. miejsce        | 8,00  |
| 2024 | Halowe mistrzostwa Ameryki Południowej      | Cochabamba          | 2. miejsce        | 8,00  |
| 2024 | Halowe mistrzostwa świata                   | Glasgow             | 10. miejsce       | 7,74  |
| 2024 | Mistrzostwa ibero-amerykańskie              | Cuiabá              | 1. miejsce        | 7,98  |
| 2024 | Igrzyska olimpijskie                        | Paryż               | el. – 13. miejsce | 7,87  |
| 2025 | Halowe mistrzostwa Ameryki Południowej      | Cochabamba          | 3. miejsce        | 7,79  |
| 2025 | Mistrzostwa Ameryki Południowej             | Mar del Plata       | 1. miejsce        | 7,97  |